# Mollinedia tomentosa
Mollinedia tomentosa är en tvåhjärtbladig växtart som först beskrevs av George Bentham, och fick sitt nu gällande namn av Louis René Tulasne. Mollinedia tomentosa ingår i släktet Mollinedia och familjen Monimiaceae. Inga underarter finns listade i Catalogue of Life.